# Atylostoma tricolor
Atylostoma tricolor är en tvåvingeart som först beskrevs av Josef Mik 1884.  Atylostoma tricolor ingår i släktet Atylostoma och familjen parasitflugor. Inga underarter finns listade i Catalogue of Life.